# Pomnik Jurija Gagarina w Poznaniu
Pomnik Jurija Gagarina – pomnik w formie modernistycznego obelisku, usytuowany w Parku Jurija Gagarina zlokalizowanym na Osiedlu Pod Lipami, administracyjnie należącym do jednostki pomocniczej Osiedle Nowe Winogrady Południe w Poznaniu.

## Charakterystyka
Autorem pomnika jest artysta-rzeźbiarz Jerzy Sobociński. Uroczystego odsłonięcia monumentu radzieckiego kosmonauty, dokonał 7 listopada 1977 I sekretarz KW PZPR w Poznaniu Jerzy Zasada w asyście ówczesnego wojewody poznańskiego Stanisława Cozasia i partyjnych oficjeli.
Rzeźba usytuowana na 10 metrowym betonowym postumencie przedstawia głowę kosmonauty w hełmie.